# Bakera luzonica
Bakera luzonica är en insektsart som beskrevs av Hongsaprug och Wilson 1985. Bakera luzonica ingår i släktet Bakera och familjen dvärgstritar.
Artens utbredningsområde är Filippinerna. Inga underarter finns listade i Catalogue of Life.